# Sarajevo International Guitar Festival

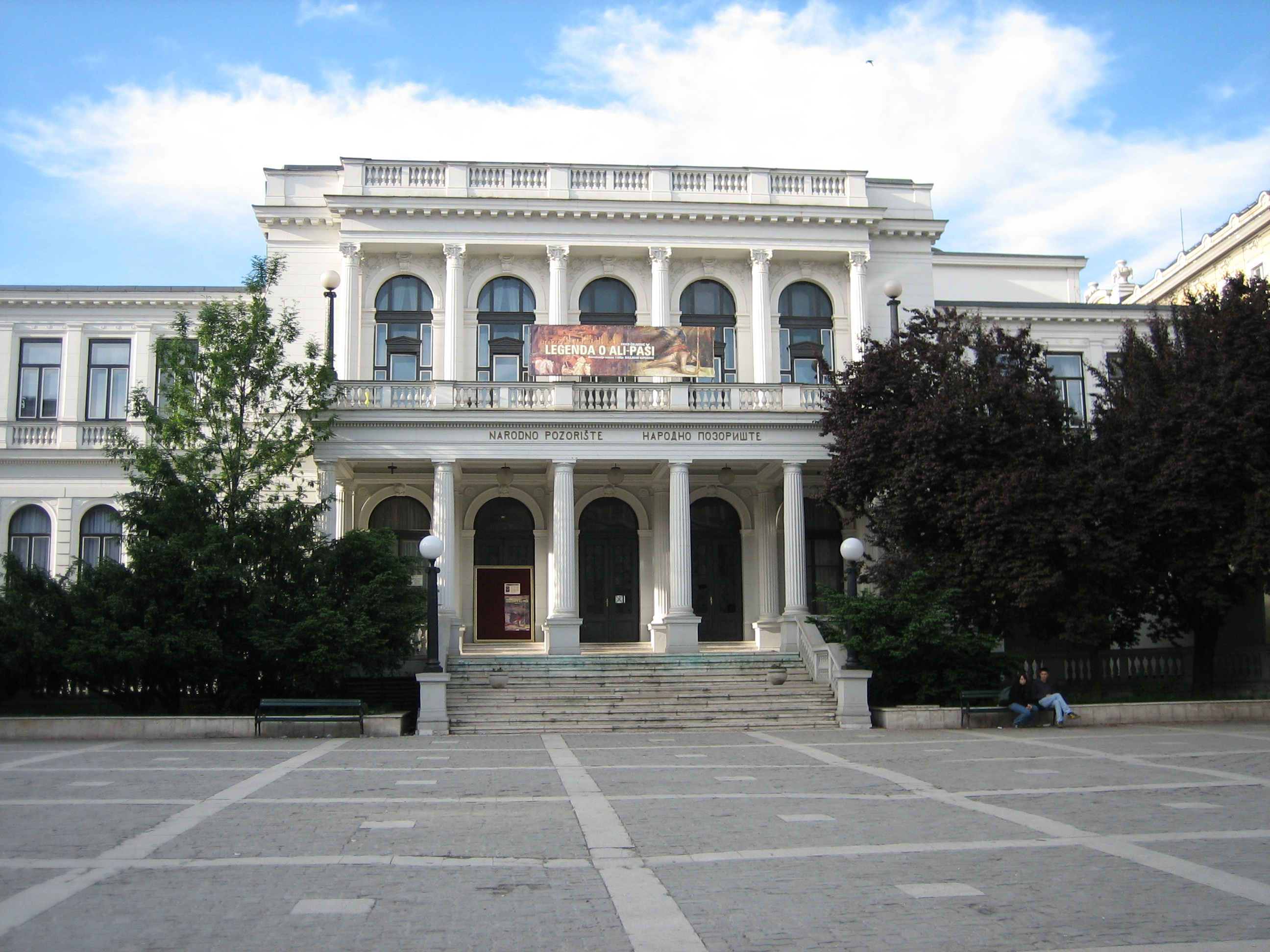
Das Nationaltheater Sarajevo ist einer der Veranstaltungsorte des Sarajevo International Guitar Festival.

Das Sarajevo International Guitar Festival (bosnisch Međunarodni festival gitare Sarajevo / Међународни фестивал гитаре Сарајево) ist ein internationales mehrtägiges Musikfestival für klassische Gitarre, das jährlich im April im bosnischen Sarajevo stattfindet.

## Geschichte
Das Sarajevo International Guitar Festival wurde 2011 gegründet und ist das einzige Festival dieser Art in Bosnien und Herzegowina. Seit 2017 ist es Vollmitglied bei EuroStrings - European Guitar Festival Collaborative. Das Festival war Gastgeber zahlreicher internationaler Gitarristen, darunter Margarita Escarpa, Rovshan Mamedkuliev, Sérgio Assad, Juanjo Domínguez, Le Trio Joubran, Roland Dyens, Dušan Bogdanović, Yorgos Foudoulis, Sanel Redžić, Petar Čulić, Hubert Käppel und Pablo Márquez.

## Format
Das Festival besteht aus fünf Wettbewerben und drei Konzerten außerhalb des Wettbewerbs. Zu letzteren gehören Abendkonzerte etablierter internationaler Klassikgitarristen und das YoungStars-Konzertprogramm, das als Veranstaltung für aufstrebende Gitarrentalente konzipiert wurde. Darüber hinaus organisiert das Festival Meisterkurse und Workshops in der Sarajevo Music Academy und im Nationaltheater Sarajevo. Zudem findet eine jährliche Ausstellung von spanischen Gitarren im Bosnjakisches Institut statt.